# Bio7
Bio7 ist in der Informatik eine integrierte Entwicklungsumgebung auf Basis von Eclipse RCP zur ökologischen Modellierung. Es bindet die Statistiksprache R sowie ImageJ ein, die dann in Kombination zur Bildanalyse verwendet werden können. Zudem kann die Programmierung von Modellen in den Java-Skriptsprachen wie Groovy, BeanShell erfolgen. Daten können auch aus Tabellenkalkulationen importiert werden. Für die Darstellung von Geodaten ist World Wind eingebunden. Modelle können auch dreidimensional mittels OpenGL visualisiert werden. Fließbilder sind mit dem Graphical Editing Framework realisiert. Für die Integration von ImageJ in die Rich-Client-Umgebung wurde der Weg einer Abspaltung gewählt. Dies erschwere den Austausch mit anderen Projekten und mache auch die Wartung selbst schwieriger.